# 誰にもナイショ/月蝕
「誰にもナイショ/月蝕」（だれにもナイショ / げっしょく）は、Bitter & Sweetの2枚目のシングル。2014年9月3日にUP-FRONT WORKSから発売された。

## 概要
- 「Bitter & Sweet/インストール」に続く2ndインディーズシングル（田﨑あさひにとってはソロ時代から通算して4枚目の音楽ソフトで、4枚連続で両A面シングルでのリリース）。
- パッケージ
前作同様DVD＋CD（商品分類上はDVDが本体）の構成だが、前作と違いDVDにはInstrumentalヴァージョンが収録されていない。（商品規格番号はUFBW-1894～5(TGBS-8136,8197)）
- 先行販売
Bitter & Sweetがゲスト出演した2014年8月16日(土) 「Hello！Project 2014 SUMMER」 中野サンプラザ公演で会場先行販売されたのを皮切りに、「第一回LABI IDOL FESTIVAL!」(8月23日)や「＠JAM EXPO 2014」(8月31日)など、Bitter & Sweetが出演したその他のイベントや、各地のインストアイベントなどで先行販売された。
- ライブでの披露
「誰にもナイショ」「月蝕」はいずれもLoVendoЯとの合同ツアー「LoVendoЯ LIVE TOUR 2014 SprinteЯ 〜Bitter&Sweet〜」の最終日7月24日の渋谷WWW公演でライブ初披露された[1]。同日公式ツイッターで9/3に2nd DVDシングル「誰にもナイショ/月蝕」としてリリースしたことが決定したとアナウンスされた[2]。8月28日放送のテレビ東京系「The Girls Live」(第33回)でスタジオライブ披露された。
「月蝕」は8月21日にタワーレコード吉祥寺店で行われたインストアイベントで単独イベント初披露された[3]。
- ミュージックビデオの公開
「誰にもナイショ」は8月1日に（アップフロントのYouTube限定番組「MUSIC+」でも8月1日付[4]）、「月蝕」は8月11日にそれぞれYouTubeでミュージックビデオが先行公開された（「MUSIC+」では8月8日付[5]）。
- 楽曲の内容
「誰にもナイショ」の歌詞は交際しはじめてからまだ日数が経過していていないパートナーに対しての淡い女心を歌った内容で、サウンド面でも前作や田﨑のソロ作品と打って変わりテクノポップ・エレクトロポップサウンドを全面に打ち出してる[注 1]。キーボードサウンドも従来のピアノトーンではなくピッチベンダーを駆使しレトロなシンセサイザーを意識させる音色を使用している[注 2][6]。また、この曲のミュージックビデオはお台場のウエストプロムナードで撮影されたことが明らかにされている[7][注 3]。
「月蝕」は大切な友人と別れた女性の後悔を歌った曲で、メランコリックなピアノサウンドと二人の感情的なヴォーカルが強調された切ない雰囲気となっている。
- レコーディング
Bitter&Sweetのレコーディングでは、モーニング娘。などと同様に事前にパート割りを決めない状態で全パートのレコーディングをし、録音されたテイクのなかからパートを割り振っていく手法がとられているためレコーディングに時間がかかり、前作のレコーディング時は12時間ほどかかったが、今回は8時間ほどで済んだ[8]。

## 収録曲

### DVD
1. 誰にもナイショ（Music Video）
2. 月蝕（Music Video）

### CD
1. 誰にもナイショ
作詞：NOBE/児玉雨子、作曲・編曲：YUMA
2. 月蝕
作詞：三浦徳子、作曲：オオヤギヒロオ、編曲：鈴木Daichi秀行
3. 誰にもナイショ（Instrumental）
4. 月蝕（Instrumental）

## 参加スタッフ
レコーディングスタッフ
- たいせい - ディレクター（「誰にもナイショ」[8][9][注 4]）
- 鈴木Daichi秀行 - レコーディング・エンジニア（「月蝕」[10]）

アートワークスタッフ
- Creative Direction : Jet State / Art Direction & Design : Yusuke Sakaki
- Photography : Muga Miyahara(宮原夢画) / Stylist : Marie Tsuzuki / Hair & Make-up : Toshiya Ohta(太田俊哉)

## 発売記念イベント
ライブイベントに参加した8月17日は先行販売&握手会、その他のイベントはお渡し会（発売日以前のイベントはいずれも特別先行販売）ミニLIVE&握手会
- 8月16日 中野サンプラザ1F玄関広場
- 17日 中野サンプラザ　2014夏のハロー！プロジェクト・コンサート会場ロビー内
- 21日 タワーレコード吉祥寺店
- 22日 タワーレコード新宿店
- 24日 タワーレコード秋葉原店
- 25日 新潟・万代シテイ BP2 1Fエントランス
- 26日 ハロー!プロジェクトオフィシャルショップ秋葉原店 店内イベントスペース
- 27日 タワーレコード長崎店
- 9月20日 タワーレコード長崎店
- 21日 福岡・アミュプラザ博多 2F中央エレベーター前 特設スペース
- 10月23日 ハロー!プロジェクトオフィシャルショップ秋葉原店 店内イベントスペース
- 27日 新潟・万代シテイ・BP2 1Fエントランス
- 31日 タワーレコード長崎店